# دانييل كوهن
دانييل كوهن (بالفرنسية: Daniel Cohen)‏ (و. 1964  م) هو مخرج أفلام، وكاتب سيناريو، وممثل فرنسي، ولد في جربة.

## وصلات خارجية
- دانييل كوهن على موقع IMDb (الإنجليزية)
- دانييل كوهن على موقع ألو سيني (الفرنسية)
- دانييل كوهن على موقع أول موفي (الإنجليزية)
- دانييل كوهن على موقع قاعدة بيانات الأفلام السويدية (السويدية)
- دانييل كوهن على موقع قاعدة بيانات الفيلم (الإنجليزية)
- دانييل كوهن على موقع كينوبويسك (الروسية)